# Зуев, Андрей Евгеньевич
Андре́й Евге́ньевич Зу́ев (укр. Андрій Євгенович Зуєв; 10 октября 1973) — украинский и российский футболист, защитник.

## Карьера
С 1992 по 1993 год играл за команду «Металлург» в турнире ААФУ, в 25 матчах забил 1 гол. Во второй половине 1993 года выступал в составе павлоградского « Космоса», провёл 20 встреч. С 1994 по 1996 год защищал цвета северодонецкого «Химика», сыграл за это время 64 матча в первенстве и 4 встречи в Кубке. В 1997 году в составе «Кривбасса» дебютировал в Высшей лиге Украины, где провёл 5 игр.
Сезон 1998 года провёл в красноярском «Металлурге», сыграл 14 встреч. В 1999 году выступал за тульский «Арсенал», после чего летом того же года пополнил ряды «Кубани», где и доиграл сезон, проведя 18 матчей. За «Кубань» выступал до конца 2002 года, всего проведя за это время 88 встреч и забив 3 мяча в первенстве, и ещё 7 матчей сыграв в Кубке России.
В начале 2003 года был на просмотре в санкт-петербургском «Динамо».